# Cabourg
Cabourg település Franciaországban, Calvados megyében. Lakosainak száma 3654 fő (2022. január 1.). Cabourg Dives-sur-Mer, Houlgate és Varaville községekkel határos.

## Népesség
A település népessége az elmúlt években az alábbi módon változott:
| Lakosok száma | 3067 | 3238 | 3355 | 3965 | 3709 | 3664 | 3650 | 3558 | 3511 | 3654 |
|               | 1968 | 1982 | 1990 | 2006 | 2013 | 2015 | 2017 | 2019 | 2020 | 2022 |